# Baia Mečigmenskaja
La baia Mečigmenskaja (in russo Мечигменская губа) è un'ampia insenatura della penisola dei Čukči, in Russia. Si affaccia sul mare di Bering e appartiene al Čukotskij rajon, nel Circondario autonomo della Čukotka (Circondario federale dell'Estremo Oriente). Il nome viene dal termine in
lingua ciukcia мэчивмэн ("non raggiungibile"). La baia è stata scoperta e mappata nell'estate del 1744 durante una spedizione guidata da Dmitrij Ivanovič Pavluckij (Дмитрий Иванович Павлуцкий).

## Geografia
La baia, situata all'interno del golfo di Mečigmen, si trova a sud-ovest del golfo di Lavrentija, le sue coste sono frastagliate e comprendono altre insenature minori. L'ingresso alla baia è quasi del tutto chiuso da due opposte strisce di terra: a sud-ovest Mečigmen (lunga 13 km) e a est Raupeljan (17 km) che si incontrano lasciando un passaggio di soli 500 m. La baia si protende poi nel continente per 35 km; la profondità media è sui 6–9 m. Il rilievo più alto della costa è il monte Kolë (585 m), a ovest. Sfociano nella baia i fiumi Tėpėngėveem, Ioniveem, Vytchrgyveem, Igel'chveem (Тэпэнгэвеем, Ионивеем, Вытхргывеем, Игельхвеем). Ci sono alcune piccole isole: le Ryrankėėtkytoykyr (острова Рыранкээткытоыкыр), alla foce dello Ioniveem, e, nella parte meridionale, l'isola Ilir (остров Илир, 65°29′13″N 172°13′33″W) che misura 3,5 km per 1,8 e ha un'altezza di 58 m.
All'estremità orientale della baia si trova la località rurale di Lorino (Лорино).

### Fauna
Nella zona della baia ci sono 15 specie diverse di pesci, soprattutto salmoni, Salvelinus malma, Oncorhynchus e Mallotus villosus. È luogo di sosta di alcune specie di oche tra cui l'oca delle nevi, la Branta bernicla, la Somateria mollissima v-nigra, la Somateria fischeri e Somateria spectabilis.

## Clima
Il clima è subartico. La temperatura media annuale è di -6,6 °C, la media invernale -17,5 °C, quella estiva +6,6 °C. Le acque ghiacciano alla fine di ottobre e sgelano a metà giugno.